# Air Bud 2 - Eroe a quattro zampe
Air Bud 2 - Eroe a quattro zampe (Air Bud: Golden Receiver) è un film del 1998 diretto da Richard Martin.
Sequel del film Air Bud - Campione a quattro zampe, il film venne girato a Vancouver, Columbia Britannica, Canada. Si tratta anche dell'ultimo film della serie Air Bud ad essere distribuito nei cinema.
Questo film è dedicato alla memoria dell'originale Air Bud (Air Buddy), morto di sarcoma sinoviale - una rara forma di cancro che colpisce i tessuti molli vicino alle articolazioni del braccio, della gamba o del collo - nel 1998, solo alcuni mesi prima dell'uscita del film.
A differenza del suo predecessore, Air Bud 2 - Eroe a quattro zampe è stato un fallimento al botteghino, ricevendo recensioni negative e incassando 10.224.116 di dollari a fronte di un budget di 11 milioni di dollari. Il film ha ricevuto una valutazione del 21% su Rotten Tomatoes, basata su 29 recensioni e una valutazione media di 4,3/10.

## Trama
Dopo la morte di suo padre, Josh Framm e il suo amico Golden Retriever si avvicinano ancora di più e sono quasi inseparabili. Il padre di Josh, che ha lavorato come pilota collaudatore, è stato ucciso in un incidente. Quando la madre di Josh, Jackie, dopo qualche tempo, stabilisce una nuova connessione con il veterinario locale, il dott. A Patrick Sullivan, a cui non piace affatto il ragazzo. Per essere fuori casa il più spesso possibile, si unisce, unitamente a Buddy, alla squadra di football della sua scuola. Quest’ultimo si trasforma nuovamente nella mascotte della squadra, che è sulla buona strada per vincere il campionato anche quest'anno. 
Quando Josh lascia la sua casa in una situazione che è cresciuta sopra la sua testa. 
I fratelli russi Natalya e Popov cercano di rubare Buddy perché lo vogliono che il cane appaia come un'attrazione speciale nel loro circo. Nel frattempo, l'allenatore di Josh Fanelli è riuscito a rintracciare il ragazzo e convincerlo a tornare a casa. Gli chiarisce che il dott. Sullivan non vuole prendere il posto di suo padre e ovviamente rispetterà i sentimenti di Josh verso il padre morto.
Quando Josh ritorna, tuttavia, si rende conto che non solo Patrick Sullivan, ma anche Buddy è scomparso. Questo è particolarmente amaro per la squadra di football di Timberwolves, poiché la squadra difficilmente può vincere l'ultima partita senza un amico. La sorpresa è enorme quando Patrick appare all'improvviso con Buddy mentre la finale del football è in corso. Aveva salvato il cane da una situazione difficile quando stava scappando dai fratelli ladri. Durante la partita Buddy subisce un infortunio che non può continuare a giocare. I Timberwolves promettono che vinceranno e vinceranno per il loro amico Buddy - e grazie alla loro eccezionale dedizione, possono farlo.
Josh convince Patrick, che può rimanere in famiglia, che questo non è più necessario, in ogni caso non ha più problemi con lui. Poco dopo, tutti e quattro assistano a un'importante partita di football con le grandi star di questo sport. Il film si conclude con Buddy che fa un'invasione di campo prendendo il pallone e iniziando a correre verso la metà facendo tachdown.

## Riconoscimenti
- 1999 - Young Artist Award
  - Nomination Miglior giovane attore a Kevin Zegers
- 1998 - The Stinkers Bad Movie Awards
  - Nomination The Sequel Nobody Was Clamoring For
- 1999 - Kids' Choice Award
  - Nomination Miglior attore animale